# Todur Zanet
Todur Zanet (scris uneori Fedor Ivanoviç Zanet, iar prenumele Feodor, Fiodor, Todor sau Tudor; în rusă Фёдор Иванович Занет; n. 14 iunie 1958, Congaz, Găgăuzia, Republica Moldova) este un jurnalist, folclorist și poet găgăuz și moldovean, unul dintre cei mai de seamă promotori ai literaturii și teatrului în limba găgăuză. Este redactor-șef al ziarului Ana Sözü, care cultivă limba găgăuză, și a scris textul imnului original al Găgăuziei. Activitatea sa de jurnalist a început în perioada regimului sovietic și a atins apogeul în anii Perestroikăi, când s-a implicat în mișcarea naționalistă găgăuză.
Adesea exprimându-și vocal opoziția față de rusofilie, Zanet a criticat autoritățile regionale găgăuze pentru că au ignorat istoria rezistenței găgăuze în fața politicii rusești de asimilare culturală. El favorizează legăturile culturale cu Turcia și continuă dialogul intercultural cu cultura moldovenească și, mai departe, cu cultura română. În plus, în activitatea sa de folclorist și cineast, Zanet a consolidat relațiile culturale dintre găgăuzi și celelalte popoare turcice din Balcani și Ucraina. A fost distins cu numeroase premii turcești pentru contribuția sa la păstrarea limbilor și culturii oguze, precum și cu Ordinul „Gloria Muncii” al Republicii Moldova.

## Biografie
Zanet s-a născut ca cetățean sovietic în satul Congaz din RSS Moldovenească, pe care îl considera în glumă drept „cel mai mare sat din Europa”; părinții lui erau țărani. A debutat ca jurnalist în presa republicană din RSS Moldovenească în anul 1972. În perioada 1976-1981 a urmat cursurile Institutului Politehnic al Universității de Stat din Moldova, iar în perioada 1987-1990 a studiat la Universitatea Marxist-Leninistă a Partidului Comunist al Moldovei, realizând totodată emisiunea Bucaan Dalgasında la Radio Moldova. Contribuția lui Zanet la cauza naționalistă include poemul Vatan („Patria”), care a fost pus pe muzică în 1986 de Mihail Colsa și a fost inclus, împreună cu alte cântece după poemele lui Zanet în culegerea Turcular korolar (1995).
În august 1988, în perioada de liberalizare de după adoptarea politicii perestroika, Zanet a fondat publicația Ana Sözü, într-un efort de a se opune rusificării Găgăuziei și de a contribui la standardizarea ortografiei latine a alfabetului găgăuz. În timpul destrămării Uniunii Sovietice, Zanet, „unul dintre cei mai respectați oameni de cultură găgăuzi”, a scris textul imnului original al Găgăuziei, care a fost adoptat oficial în iulie 1990 și a fost înlocuit ulterior cu imnul Tarafım compus de Colsa. El a continuat, de asemenea, să lucreze în Republica Moldova în timpul conflictului dintre naționaliștii găgăuzi și președintele Mircea Snegur. În anul 1993 postul public de televiziune Moldova 1 a pus în scenă o reprezentație în limba găgăuză a piesei de teatru Bajazet a lui Jean Racine, în traducerea lui Zanet, considerată retrospectiv ca un moment important în istoria teatrului găgăuz.
Pe măsură ce Găgăuzia și-a consolidat statutul de regiune autonomă a republicii independente Moldova, ziarul Ana Sözü a devenit un organ al administrației regionale (Bakannık Komiteti), înainte de a dobândi statutul de publicație independentă. El a primit finanțare, de asemenea, de la Agenția Turcă de Cooperare Internațională și Dezvoltare și a fost difuzată gratuit în Găgăuzia. Finanțarea publicației de către administrația regională și redactarea ei în capitala Moldovei, Chișinău, au contribuit la scăderea valorii informative a ziarului într-o perioadă în care presa găgăuză era criticată pentru uniformitatea sa politică.
Zanet a îndeplinit funcția de redactor al ziarului Ana Sözü în cea mai mare parte a istoriei sale, cu o pauză între 1994 și 1999; el a fondat, de asemenea, Kırlangıç („Înghițitura”), o revistă literară care se adresa tinerilor cititori. Admirator al liderului „renașterii găgăuze”, Mihail Ciachir, Zanet este cunoscut pentru piesele Açlık Kurbanları („Jertfele foametei”) și Beciul vrăjit, reprezentate pe scena Teatrului Național Găgăuz „Mihail Ciachir” din Ceadîr-Lunga. El a publicat, de asemenea, în 2010 o antologie de poezie și folclor intitulată Gagauzluk: kultura, ruh, adetlär, folosită ca material documentar despre limba găgăuză în turcologie și lingvistică comparată. Ea este completată cu un film documentar, care conține înregistrări ale discuțiilor lui Zanet cu găgăuzii ucraineni, cu turcii bulgari și cu alte grupuri etnice înrudite, dar și conversații despre găgăuzi purtate de Zanet cu părinții săi.
În jurul anului 2010 Zanet a devenit un critic al administrației găgăuze, conduse de guvernatorul Mihail Formuzal. El a susținut că, în timpul sosirii ministrului turc Faruk Çelik pe Aeroportul Internațional Chișinău, Formuzal i-a agresat pe jurnaliștii găgăuzi, inclusiv pe el. Zanet a criticat, de asemenea, tendința rusofilă a politicii găgăuze, favorizând în schimb o cooperare mai strânsă cu Turcia. El i-a dojenit pe găgăuzi pe motiv că „nu-și cunosc propria istorie”, făcând aluzie la înfometarea găgăuzilor în vremea lui Iosif Stalin; Rusia, susține el, „ne-a asasinat”. În anul 2014 Zanet a acuzat atât Bakannık Komiteti, cât și guvernul Republicii Moldova că vor să desființeze identitatea găgăuză. El a menționat că administrația regională a lui Formuzal a practicat o politică de rusificare: „Priviți în jur: totul este în limba rusă”. Zanet a criticat poziția ostilă a lui Formuzal față de europenismul Republicii Moldova, insistând că cele două entități administrative, Găgăuzia și Republica Moldova, nu se află în conflict. El s-a opus, de asemenea, succesoarei lui Formuzal, Irina Vlah, pe care a acuzat-o că vrea să domine mass-media locală prin intermediul companiei Teleradio-Găgăuzia și că i-a favorizat pe rusofili.
Pe lângă activitatea sa de pionierat în literatura găgăuză, Zanet scrie și în limba română: scriitorul Anatol Măcriș l-a prezentat deja în 2003 drept unul dintre cei mai importanți autori găgăuzi, „majoritatea lor vorbind românește și traducându-și unele dintre lucrările lor în limba română”. În anul 2010 președintele interimar al Republicii Moldova, Mihai Ghimpu, l-a decorat pe Zanet cu Ordinul „Gloria Muncii”, menționând „meritele sale în promovarea literaturii, contribuția la afirmarea valorilor spirituale naționale și activitatea prolifică în presă”. În același an Zanet a obținut Premiul pentru relații culturale al Uniunii Scriitorilor din Moldova, pe care l-a împărțit cu Leo Butnaru. Evidențiind impactul celor „200 de ani de propagandă rusă” în asigurarea loialității populației găgăuze, Zanet i-a încurajat pe tinerii găgăuzi să învețe limba română, dar s-a manifestat împotriva propusei unificări a Republicii Moldova cu România și se teme de românizare. El s-a remarcat prin traducerea în limba găgăuză a poeziei Luceafărul a poetului clasic român Mihai Eminescu.
Un volum de poezii al lui Zanet a apărut în 2013 sub titlul Koorlaşmış Ateş („Foc împrăștiat”), cu Açlık Kurbanları publicat în versiuni turcești și azere. A fost distins cu premiile KİBATEK și Süleyman Brina pentru serviciile aduse culturii turcice, precum și cu premiul TÜRKSAV în 2015, în semn de apreciere a efortului depus pentru conservarea limbilor oguze. La sfârșitul anului 2016 s-a întors în Ucraina ca parte a unui program USAID pentru folcloristică, anunțând că a descoperit acolo două balade găgăuze noi. Unele poezii proprii au fost adaptate în cântecele pop Găgăuz, care au fost premiate de Bakannık Komiteti. Zanet este căsătorit și are două fiice. Fiica sa cea mai mare, Anna Zanet, este o alpinistă care a înfipt în anul 2010 drapelul Găgăuziei pe Muntele Elbrus.